# Municipio de Grove (Kansas)
El municipio de Grove (en inglés: Grove Township) es un municipio ubicado en el condado de Reno en el estado estadounidense de Kansas. En el año 2010 tenía una población de 47 habitantes y una densidad poblacional de 0,5 personas por km².

## Geografía
El municipio de Grove se encuentra ubicado en las coordenadas 37°51′38″N 98°24′27″O / 37.86056, -98.40750. Según la Oficina del Censo de los Estados Unidos, el municipio tiene una superficie total de 93.53 km², de la cual 93,49 km² corresponden a tierra firme y (0,04 %) 0,03 km² es agua.

## Demografía
Según el censo de 2010, había 47 personas residiendo en el municipio de Grove. La densidad de población era de 0,5 hab./km². De los 47 habitantes, el municipio de Grove estaba compuesto por el 100 % blancos. Del total de la población el 0 % eran hispanos o latinos de cualquier raza.